# ستيف هاردي
ستيف هاردي هو سباح كندي، ((و. 1957 – 2025 م))

## روابط خارجية
- ستيف هاردي على موقع الاتحاد الدولي للسباحة (الإنجليزية)
- ستيف هاردي على موقع أوليمبيديا (الإنجليزية)